# Bū ol Fatḩ
Bū ol Fatḩ (persiska: اَبو الفَتح, بول فَته, اَبُلفَتح, بوالفتح, Abū ol Fatḩ) är en ort i Iran.   Den ligger i provinsen Bushehr, i den centrala delen av landet, 700 km söder om huvudstaden Teheran. Bū ol Fatḩ ligger 40 meter över havet och antalet invånare är 118.
Terrängen runt Bū ol Fatḩ är platt.Runt Bū ol Fatḩ är det ganska glesbefolkat, med 38 invånare per kvadratkilometer. Närmaste större samhälle är Leylateyn, 19,4 km väster om Bū ol Fatḩ. Trakten runt Bū ol Fatḩ är ofruktbar med lite eller ingen växtlighet.